# Новопавловськ
Новопавловськ (рос. Новопавловск) — місто (з 1981) в Ставропольському краї Росії.
| Росія | Це незавершена стаття з географії Росії. Ви можете допомогти проєкту, виправивши або дописавши її. |